# Happy Death Day
Happy Death Day és una pel·lícula slasher de comèdia negra nord-americana del 2017 dirigida per Christopher Landon i escrita per Scott Lobdell. És protagonitzada per Jessica Rothe i Israel Broussard. La pel·lícula va ser produïda per Jason Blum a través del seu banner de Blumhouse Productions, en associació amb Digital Riot Media i Vesuvius Productions. Segueix una estudiant universitària que és assassinada la nit del seu aniversari i comença a reviure el dia repetidament, moment en què es proposa trobar l'assassí i aturar la seva mort.
Anunciada el 2007 sota el títol Half to Death, la pel·lícula va ser estrenada el 13 d'octubre de 2017 per Universal Pictures. Va recaptar 125 milions de dòlars a tot el món amb un pressupost de 4,8 milions de dòlars, i els crítics van considerar que la pel·lícula era entretinguda i van elogiar l'actuació de Rothe alhora que reconeixien la premissa familiar, i la van descriure com "Groundhog Day meets Scream". Una seqüela, Happy Death Day 2U, es va publicar el 13 de febrer de 2019. Ha estat subtitulada al català.

## Repartiment
- Jessica Rothe com a Tree Gelbman
- Israel Broussard com a Carter Davis
- Ruby Modine com a Lori Spengler
- Charles Aitken com a Gregory Butler
- Laura Clifton com a Stephanie Butler
- Jason Bayle com a David Gelbman
- Rob Mello com a John Tombs
- Rachel Matthews com a Danielle Bouseman
- Phi Vu com a Ryan Phan
- Tenea Intriago com a student protestor
- Blaine Kern III com a Nick Sims
- Cariella Smith com a Becky Shepard
- Jimmy Gonzales com a policia de l'hospital
- Donna Duplantier com a infermera Deena
- Dane Rhodes coma oficial Santora
- Caleb Spillyards com a Tim Bauer
- Missy Yager com a Mrs. Gelbman
- Tran Tran com a Emily